# 헤르베르트 크나우프
헤르베르트 프란츠 요제프 크나우프(독일어: Herbert Franz Joseph Knaup, 1956년 3월 23일~)는 독일의 배우이다.

## 작품 목록

### 영화
- 더 퍼페티어스 (2017년)
- 란다우어 (2014년)
- 꼬마 유령 (2013년)
- 중학교 졸업 (2012년)
- 가디언스 (2012년)
- 어둠 속의 빛 (2011년) - 이그나시 치거 역
- 단지 키스, 맛있는 키스 (2010년) - 토머스 역
- 디스 이즈 러브 (2009년)
- 자리 바꾸기 (2007년)
- 넌 혼자가 아냐 (2007년)
- 아그네스와 그의 형제들 (2006년)
- 타인의 삶 (2006년)
- 소립자 (2006년)
- 한 발로 선 세상 (2003년)
- 희미한 불빛 (2003년)
- 아나토미 2 (2003년) - 뮬러 교수 역
- 안나스 썸머 (2001년)
- 러브 인 아프리카 (2001년)
- 디센트 크리미날 (2000년)
- 뉘른베르크 (2000년)
- 블라인드 데이트 (1998년)
- 롤라 런 (1998년)
- 라이팅 온 더 월 (1996년)
- 더 인빈서블즈 (1994년)